# Saint-Jean-Delnous
Saint-Jean-Delnous è un comune francese di 446 abitanti situato nel dipartimento dell'Aveyron nella regione dell'Occitania.
Nel territorio comunale vi è la sorgente del fiume Cérou.

## Società

### Evoluzione demografica
Abitanti censiti